# Bear Magazine
BEAR Magazine es una revista estadounidense dirigida a hombres homosexuales y bisexuales que son o admiran a los "osos", hombres fornidos o corpulentos con vello facial y/o corporal. Fue publicada inicialmente en San Francisco, California, en 1987 por Richard Bulger y su socio Chris Nelson y comercializada entre la comunidad de osos dentro de la población LGBT en general.

## Historia
En San Francisco, en 1987, Richard Bulger inició una revista autocopiada llamada BEAR, dedicada a la apreciación de los osos. Bulger había estado dirigiendo una agencia de modelos llamada Creative Options Agents (COA) con su socio fotógrafo Chris Nelson. Con su conexión con la cultura motera gay y su proximidad al Lone Star Saloon (un bar gay al que se le atribuye el inicio de la Comunidad Oso de San Francisco), Bulger buscó participar en el creciente éxito de la publicación clandestina de zines que se estaba afianzando en San Francisco. A menudo se piensa que la revista BEAR fue fundada por un hombre llamado Bart Thomas, quien murió de sida antes de la primera publicación de la revista; sin embargo, "Bart Thomas" fue un seudónimo que Bulger eligió para sí mismo ("bart" es la palabra en alemán para "barba") en los primeros días del proyecto. Se informó que un amigo de Bulger llamado David Grant sugirió el nombre "Daddy Bear" para esta nueva revista justo antes de su muerte por complicaciones del sida.
La primera copia de la revista BEAR constaba de 45 copias fotocopiadas, promocionadas en The Big Ad y Handjob Quarterly, dos revistas populares y establecidas en ese momento. Creada originalmente como una alternativa a la abundancia de hombres afeitados representados en los principales medios de comunicación homosexuales, BEAR se expandió gradualmente hasta convertirse en una revista de distribución internacional, que presentaba fotografías e historias eróticas de osos. También había una sección de anuncios personales clasificados que, antes de la aparición de Internet, era una de las pocas formas en que los hombres podían encontrar parejas románticas y sexuales compatibles y establecer contactos con hombres con intereses comunes.
La primera oficina formal de la empresa se estableció sobre una antigua estación de bomberos de 1908 en la esquina de las calles 16 y Albion en San Francisco, donde también se exhibían y vendían sus diversas publicaciones, ropa y productos afines al estilo de vida de los osos. Luego, en 1994, Brush Creek Media trasladó su oficina y la Bear Store al 367 9th Street en el distrito South of Market, que es el centro del distrito leather gay de San Francisco y a la vuelta de la esquina del Lone Star Saloon de Rick Redewill.
La proximidad de Brush Creek Media al Lone Star Saloon resultó en una relación sinérgica. Con la Bear Store y bares, tiendas y hoteles cercanos que atendían a aquellos que se identificaban como osos, el Lone Star Saloon finalmente se convirtió en el bar de osos por excelencia, lo que impulsó aún más el movimiento de los osos. Esto formó un circuito para lugareños, turistas y visitantes a eventos como el International Bear Rendezvous y la Folsom Street Fair. En 1994, Beardog Hoffman compró Brush Creek Media Inc. y comenzó a expandir la empresa a varias revistas y series de videos gay de interés especial.
En 2002, Brush Creek Media cerró sus puertas cuando el Servicio de Impuestos Internos de los Estados Unidos (IRS) confiscó sus existencias. La publicación de la revista BEAR cesó después del número 64.
En 2006, la marca BEAR fue asignada y registrada judicialmente a Butch Media Ltd de Las Vegas, Nevada, acreedor de Brush Creek Media. En 2007, el tribunal asignó la revista BEAR y todos los derechos de autor de Brush Creek Media a Butch Media Ltd. Bear Omnimedia LLC, la empresa matriz de Butch Media Ltd, continuó la revista BEAR en 2008, comenzando con el número 65. Bajo la nueva dirección del editor y editor en jefe Steven Wolfe y el fotógrafo Teddy Mark, el formato se actualizó en 2010 para reflejar mejor el movimiento de los osos y la comunidad LGBT, cubriendo aspectos más amplios de la masculinidad, desapareciendo nuevamente durante dicha década. En septiembre de 2023 la revista BEAR fue nuevamente relanzada.